# Лунин (агрогородок)
Лу́нин (бел. Лунін) — агрогородок на юго-западе Беларуси. Населённый пункт находится в Лунинецком районе Брестской области. Является административным центром Лунинского сельсовета. Население — 1243 человека (2019).

## География
Лунин находится в 13 км к северо-западу от города Лунинец. Местность принадлежит к бассейну Днепра, южнее села имеется сеть мелиоративных каналов на торфяных болотах со стоком в реку Бобрик. Севернее Лунина расположен обширный лесной массив, на части которого образован биологический заказник «Лунинский». К северу и югу от села проходят два шоссе, соответственно магистраль М10 (Кобрин — Гомель) и шоссе Р8 (Пинск — Лунинец). Южнее Лунина также располагается ж/д платформа Ловча на линии Брест — Гомель.

## Этимология
Ударение в названии на первом слоге. Этимология названия восходит к фамилии Лунь

## Геральдика
Герб учреждён Указом Президента Республики Беларусь от 2 декабря 2008 года № 659 и зарегистрирован в Государственном геральдическом регистре Республики Беларусь 23 января 2009 года № Б-151.

## История

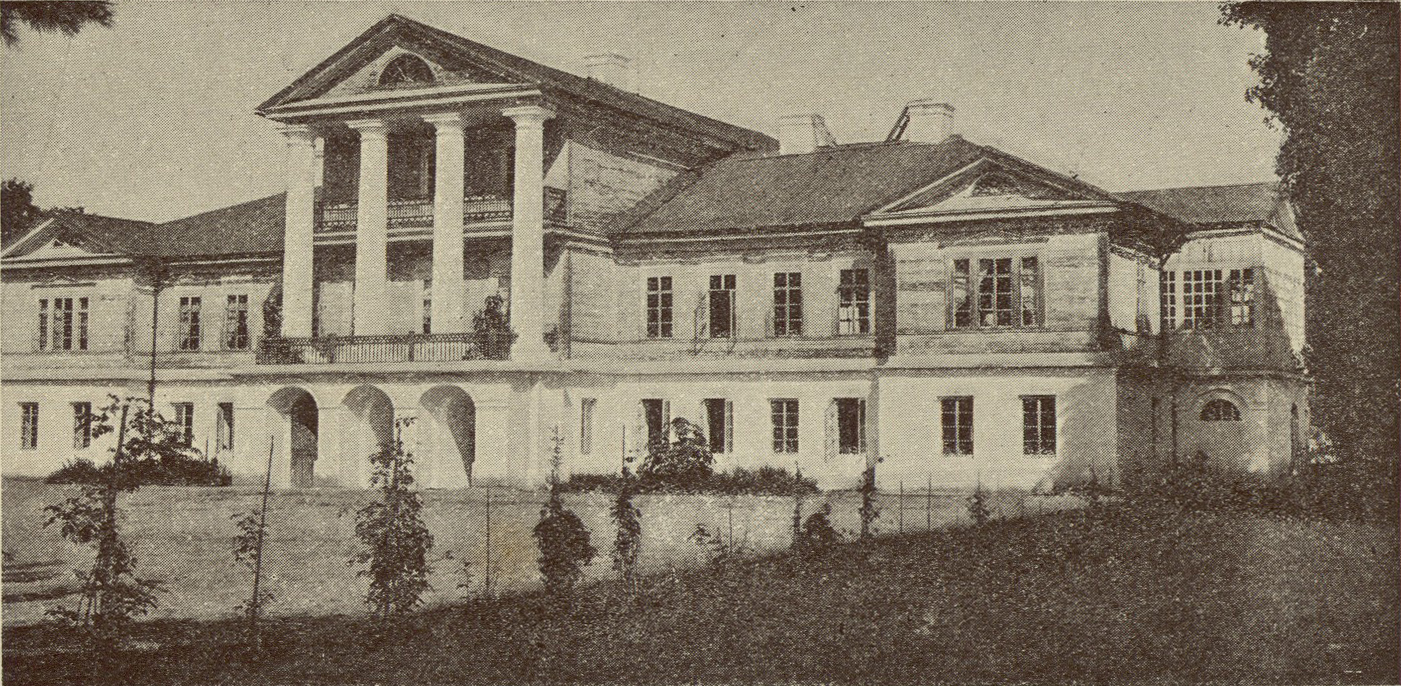
Дворец Друцких-Любецких. Фото 1907 года

Лунин впервые упомянут в 1432 году. Деревня входила в состав Пинского повета Берестейского воеводства Великого княжества Литовского. В середине XV века принадлежал братьям Петру и Николаю Немировым, в первой половине XVI века имением владели роды Немировичи и Пенки, а с 1563 года Лунинское поместье перешло к полоцкому воеводе Станиславу Довойне, руководителю обороны Полоцка в 1563 году от московских войск. В конце XVI века Лунин перешёл к князю Николаю Друцкому-Любецкому и вплоть до Первой мировой войны на протяжении более 300 лет принадлежал представителям рода Друцких-Любецких.
После второго раздела Речи Посполитой (1793) Лунин в составе Российской империи, входил в состав Пинского уезда Минской губернии.
В середине XVIII века его владельцем был пинский каштелян Франтишек Друцкий-Любецкий. От него имение перешло к его младшему сыну Герониму (1779—1844), маршалку пинскому, младшему брату министра финансов Царства Польского Франциска-Ксаверия Друцкого-Любецкого. После смерти Геронима владельцем стал его сын Эдвин Цезарий Адам (1828—1901), последним владельцем поместья был сын Эдвина Цезария Франтишек Друцкий-Любецкий (1878—1944).

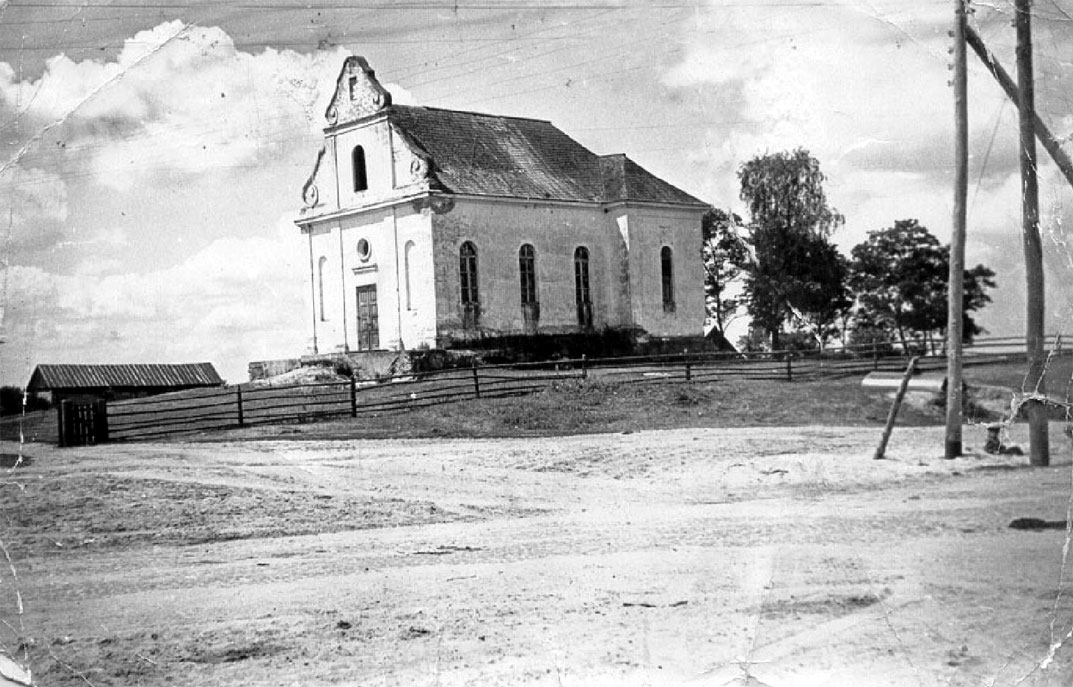
Костёл. Фото 1930-х годов

В 1794 году в Лунине был построен каменный католический храм (не сохранился). В первой четверти XIX века при Герониме Друцком-Любецком в имении был возведён каменный дворец и разбит пейзажный парк. В 1824 году построена деревянная православная Борисоглебская церковь (сохранилась). В 1820-е годы в Лунине жил и учил княжеских детей рисованию художник Михал Кулеша.
В годы Первой мировой войны поместье Друцких-Любецких было полностью уничтожено. В 1918 году сгорел дворец, а вместе с ним богатая библиотека и коллекция семейных реликвий. После войны Франтишек Друцкий-Любецкий перенёс свою резиденцию в соседнее село Кристиново (ныне — посёлок Полесский).
Согласно Рижскому мирному договору (1921) Лунин вошёл в состав межвоенной Польши, принадлежал Лунинецкому повяту Полесского воеводства. С 1939 года — в БССР.
Последний владелец имения Франтишек Друцкий-Любецкий погиб в 1944 году в ходе Варшавского восстания.

## Культура
- Дом культуры
- Музей ГУО "Лунинская средняя школа"

## Достопримечательности
- Стоянка бронзового века.
- Борисоглебская церковь. Построена из дерева в 1824 году. Памятник деревянного культового зодчества[10]. Включена в Государственный список историко-культурных ценностей Республики Беларусь[11] —  Историко-культурная ценность Республики Беларусь, шифр 113Г000466.
- Братская могила советских воинов и партизан. В 1957 году установлен памятник в виде скульптуры солдата[9].
- Могилы лётчиков Первой мировой войны.

### Утраченное наследие
- Дворец Друцких-Любецких. Каменный дворец в стиле классицизм. Построен в первой четверти XIX века, полностью уничтожен в Первую мировую войну.
- Католический храм. Построен в 1794 году. Судя по сохранившейся фотографии ещё существовал в 30-е годы XX века. Вероятно уничтожен во время Великой Отечественной войны.

## Галерея

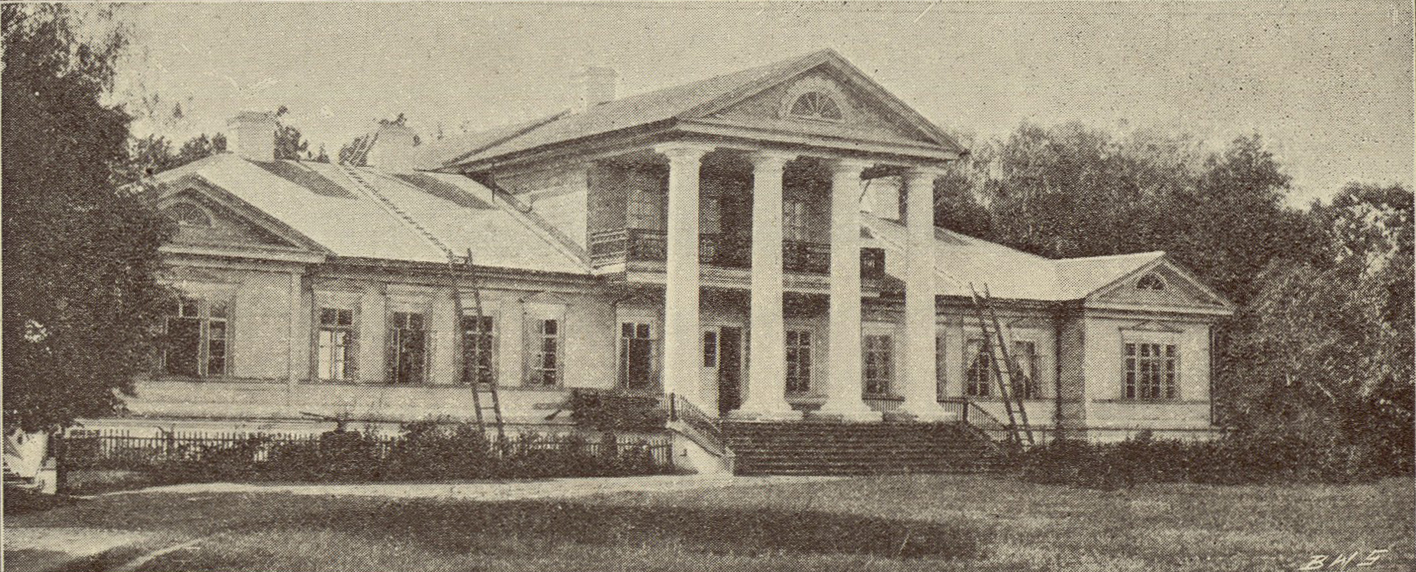
Усадьба Друцких-Любецких
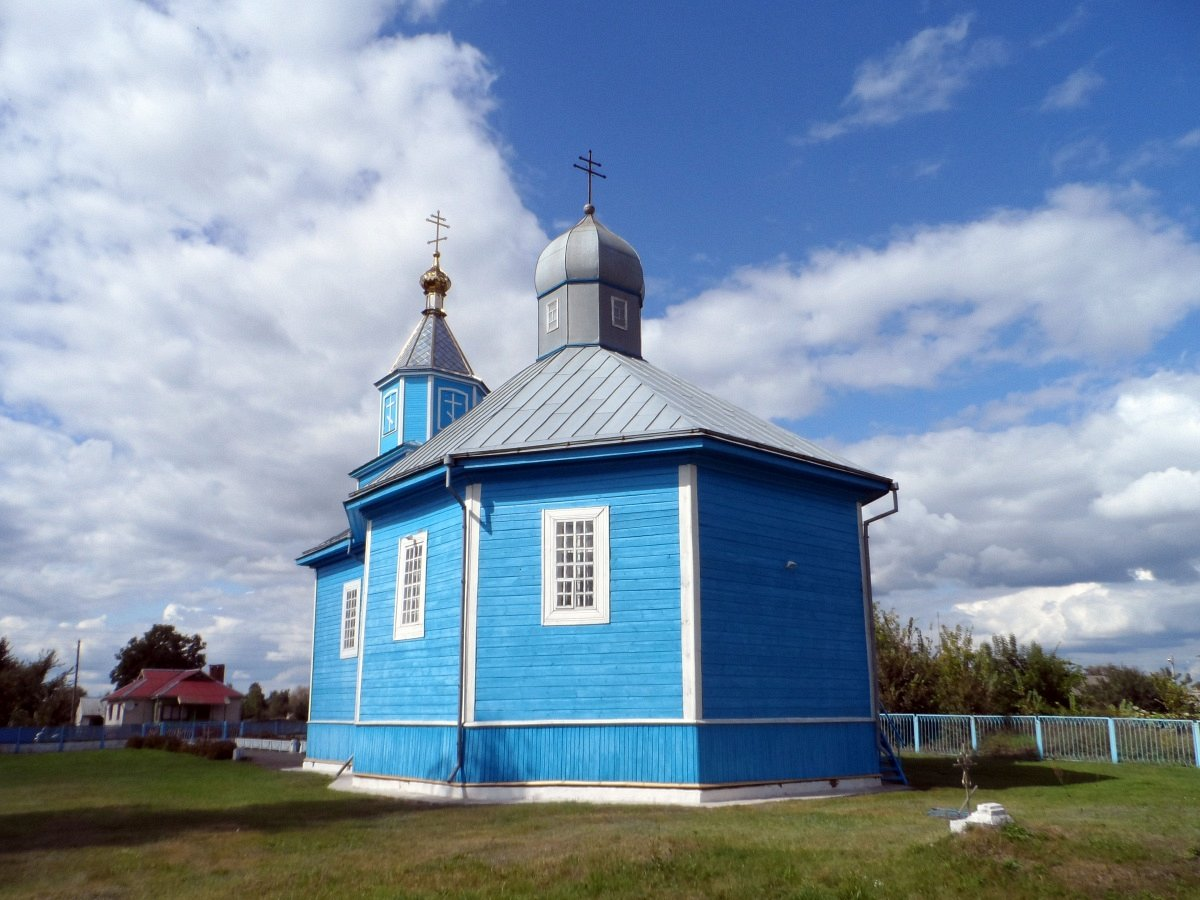
Борисоглебская церковь
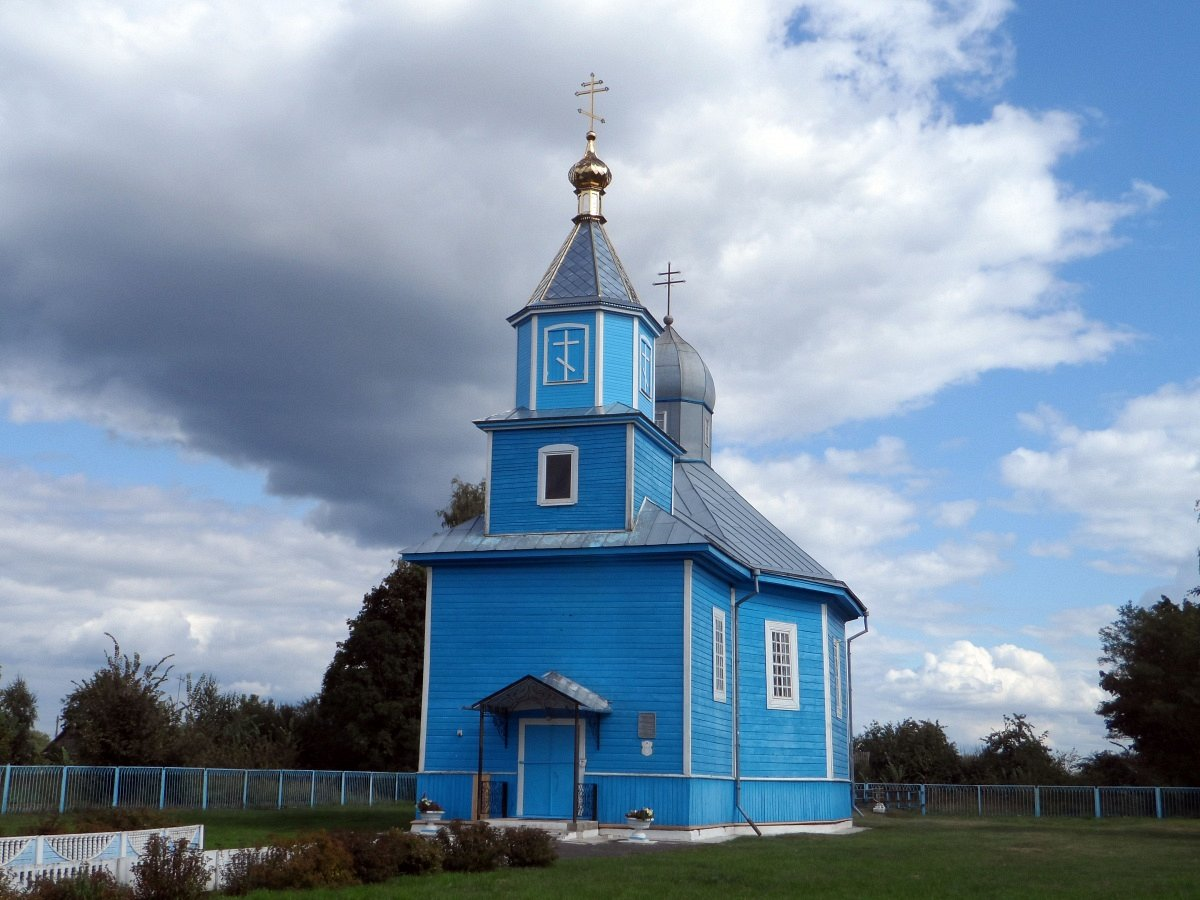
Борисоглебская церковь
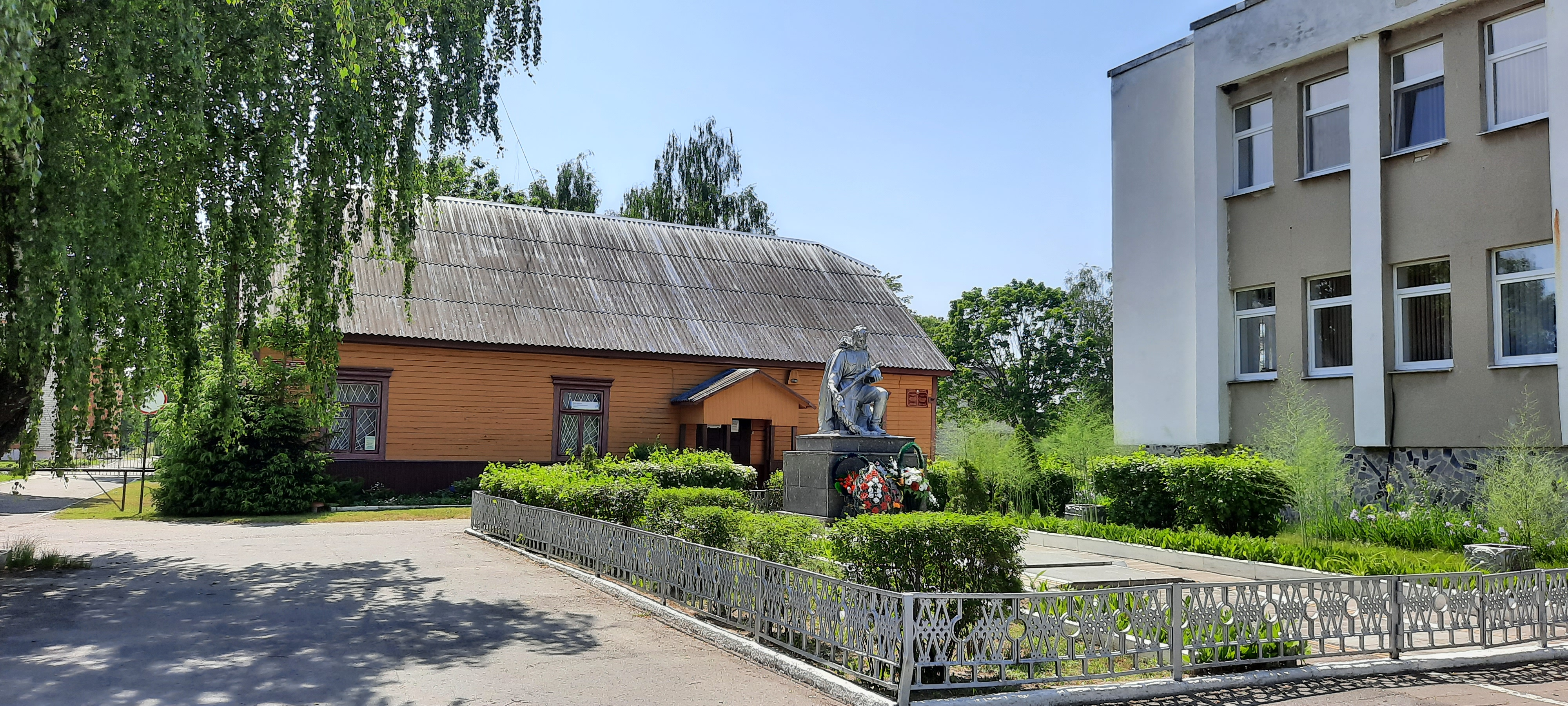
Памятник
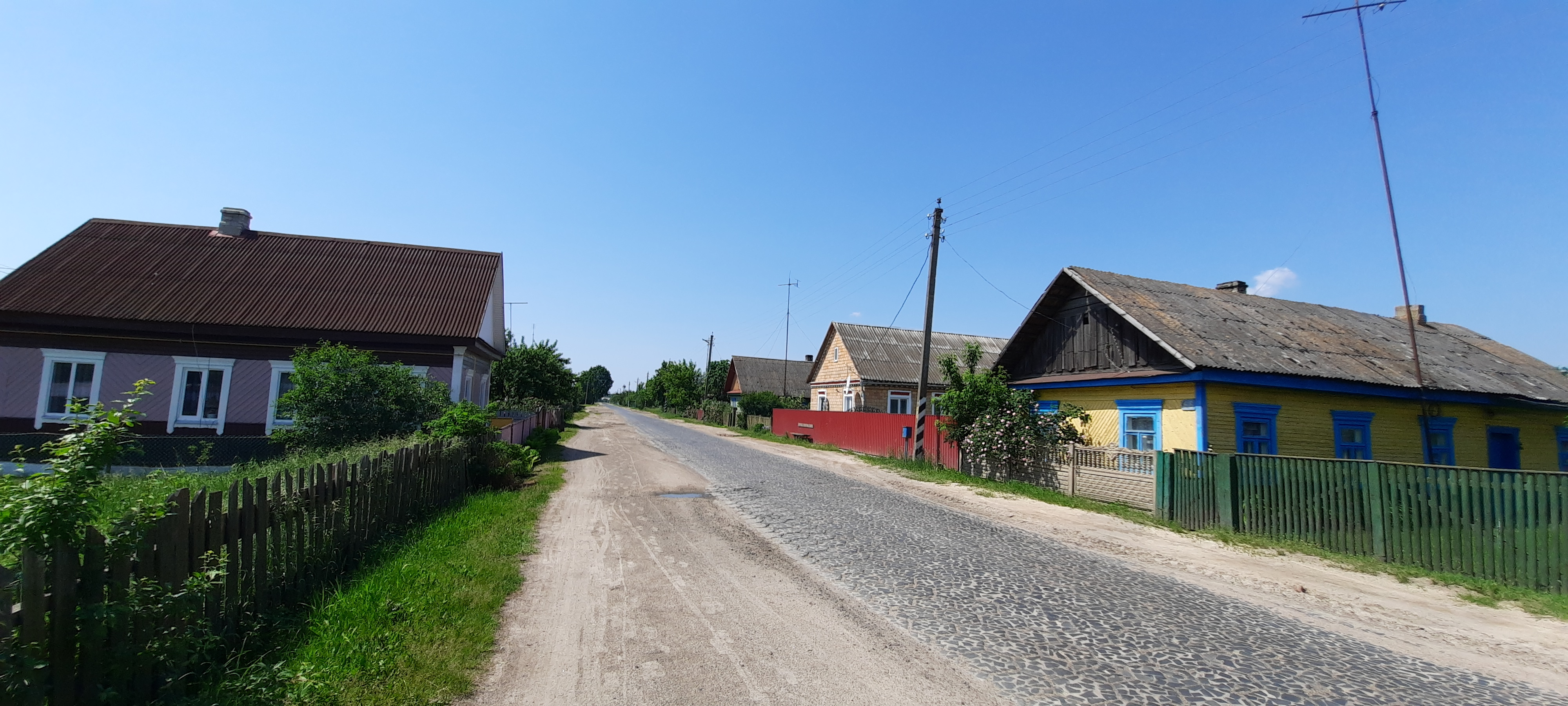
Панорама
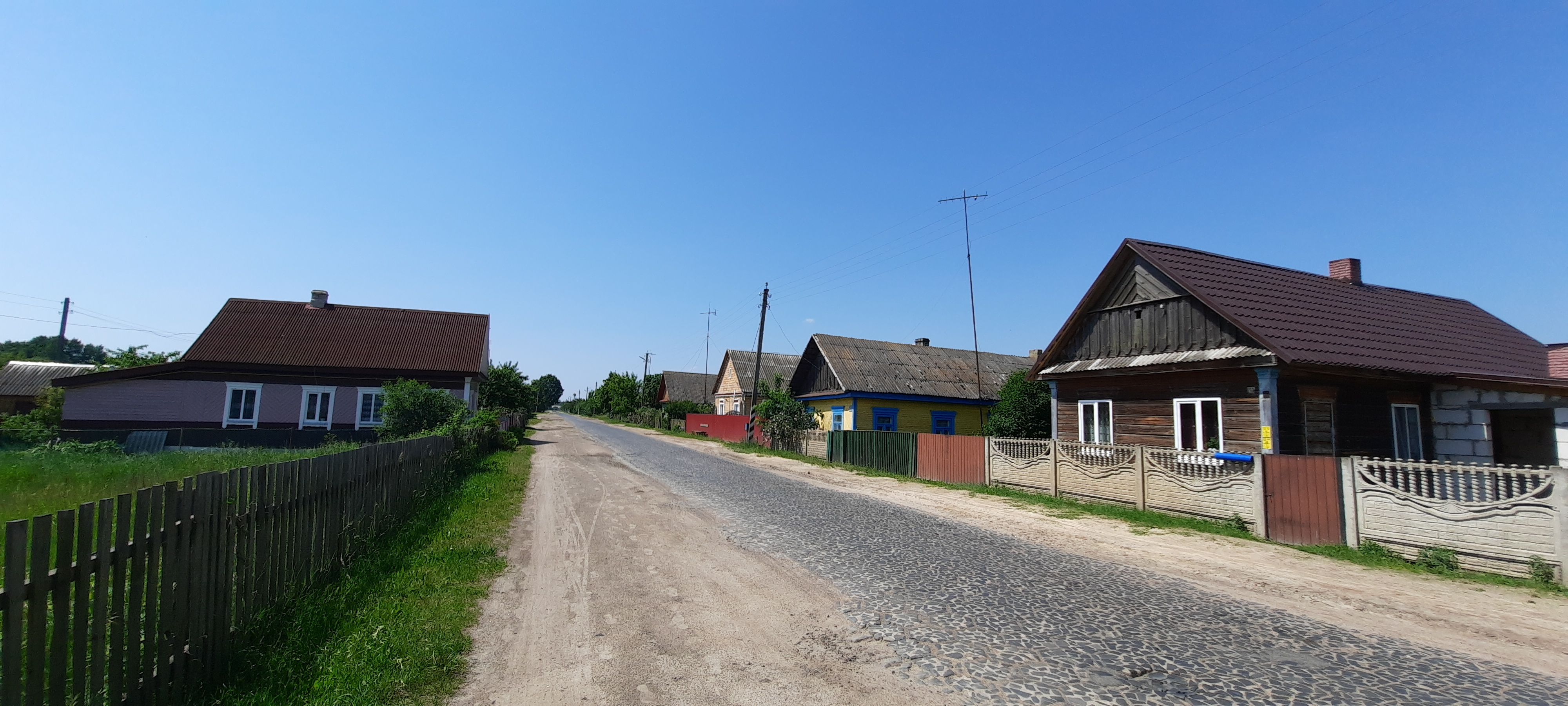
Панорама
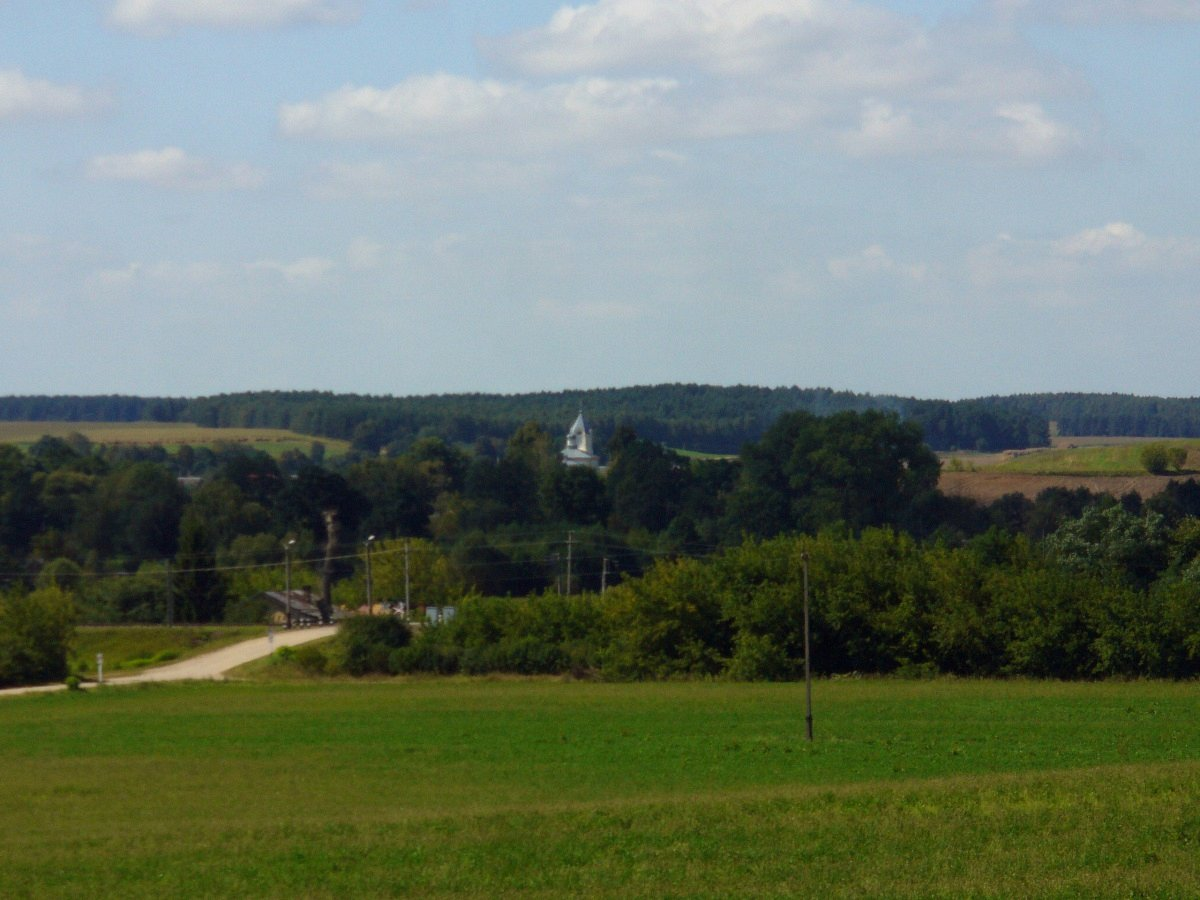
Панорама